# Ylangella truncata
Ylangella truncata är en kackerlacksart som beskrevs av Roth, L. M. 2002. Ylangella truncata ingår i släktet Ylangella och familjen jättekackerlackor.
Artens utbredningsområde är Komorerna. Inga underarter finns listade i Catalogue of Life.